# Vlag van Nieuwleusen

Vlag van Nieuwleusen
(1962-2001)

De vlag van Nieuwleusen werd op 30 januari 1962 bij raadsbesluit vastgesteld als de gemeentelijke vlag van de Overijsselse gemeente Nieuwleusen. Op 1 januari 2001 ging de gemeente op in de gemeente Dalfsen, waardoor de vlag als gemeentevlag kwam te vervallen.

## Beschrijving
De beschrijving luidt: 
Twee evenlange banen, waarvan de eerste van wit met een oversnijdend blauw kruis, de tweede geblokt van wit en blauw in vier evenlange banen van vijf blokken.
Het ontwerp en de kleuren zijn ontleend aan de bovenste helft van het gemeentewapen. Het is een combinatie van de wapens van Dalfsen en Zwollerkerspel.

## Verwante symbolen

Wapen van Nieuwleusen
Wapen van Zwollerkerspel
Wapen van Dalfsen van 1898
Vlag van Zwollerkerspel
Vlag van Dalfsen

Ambt Delden 
· Avereest 
· Bathmen 
· Blokzijl 
· Brederwiede 
· Den Ham 
· Denekamp 
· Diepenheim 
· Diepenveen 
· Genemuiden 
· Goor 
· Gramsbergen 
· Hasselt 
· Heino 
· Holten 
· IJsselham 
· IJsselmuiden 
· Markelo 
· Nieuwleusen 
· Noordoostpolder 
· Olst 
· Ootmarsum 
· Rijssen 
· Stad Delden 
· Steenwijk 
· Steenwijkerwold 
· Urk 
· Vollenhove 
· Vriezenveen 
· Wanneperveen 
· Weerselo
· Wijhe 
· Zwartsluis 
· Zwollerkerspel